# Pero munycharia
Pero munycharia là một loài bướm đêm trong họ Geometridae.